# Fox代码
代碼是北约飞行员示意发射或模擬發射空对空武器或者其它作戰行為时使用的無線電通訊簡碼。陸軍航空兵使用另一種簡碼或術語，因為直升機發射武器種類大多為空對地武器。
Fox是北约音标字母中Foxtrot的缩寫，該單詞代表英文字母F，為「Fire」（開火）的縮寫。使用這個代碼是為了避免友軍誤擊，示意其他飛行員以確保他們不會進入武器飛行路徑造成危險。Fox代碼有四種，形式均是在Fox後面加上數字英文，用作區分發射武器所使用的傳感器類型。它們分別為：
1. Fox One：示意發射半主动雷达制导導彈（如AIM-7麻雀飛彈）。[1]
2. Fox Two：示意發射紅外線導引導彈（如AIM-9響尾蛇飛彈）。[1]
3. Fox Three：示意發射主動雷達導引導彈（如AIM-120先進中程空對空飛彈和AIM-54鳳凰飛彈）。[1]
4. Fox Four：示意發射空對空或空對地機關炮。現已停用，被單詞Guns所取代，使用時需連續呼喊三次，如“Guns guns guns”。[2]

## 外部連結
- Operational Brevity Words and Terminology（页面存档备份，存于），美國科學家聯盟（英文）